# 와카마쓰시
와카마쓰시시(若松市)는 후쿠오카현 북부에 있었던 도시이다. 1963년 2월 10일에 고쿠라시·모지시·도바타시·야하타시와 합병해 기타큐슈시가 되어 소멸되었다.
후쿠오카현 와카마쓰시는 1914년에 온가군 와카마쓰정이 시 승격에 의해 탄생했다. 15년 전인 1899년에는 후쿠시마현 와카마쓰정이 「와카마쓰시」로서 시로 승격하여 한동안 후쿠시마현과 후쿠오카현에 병존의 「와카마쓰시」가 존재했었다. 1955년 후쿠시마현 와카마쓰시가 주변 7개 촌을 편입 합병했을 때 시명에 지역명인 '아이즈'를 붙여 '아이즈와카마쓰시'로 개칭했기 때문에 병존 상태는 해소되었다. 1963년 기타큐슈시의 성립으로 후쿠오카현 와카마쓰시는 소멸함에 따라 '와카마쓰시'는 지도상에서 사라졌다.

## 역사
시역은 율령제 하에서는 치쿠젠 국에 속한다. 폐번치현에 의해 후쿠오카현에 속하였다. 1891년, 지쿠호 흥업 철도에 의해 와카마쓰 역 - 노가타역 역 간의 철도 노선이 개업하고, 지쿠호 탄전에서 산출된 석탄이 와카마쓰 역까지 운반되어 와카마쓰 항에서 배로 옮겨져 일본 전국으로 수송되었다. 이 석탄의 적출로 인해 와카마쓰에는 많은 선박과 항만 노동자들이 모여들어 항만 도시로 발전을 이루었다.

### 인구
- 1920년　 49,336
- 1925년　 49,930
- 1930년　 57,320
- 1935년　 73,345
- 1940년　 88,901
- 1945년　 68,199
- 1947년　 78,694
- 1950년　 89,574
- 1955년　 97,310
- 1960년　106,975

## 참고문헌
- 『福岡県』 40巻、角川書店〈角川日本地名大辞典〉、1988年、1465頁。ISBN 4040014006, 9784040014005。
- 『北九州市史 近代・現代 行政社会』北九州市史編さん委員会、北九州市、1987年、p.736- (コマ番号0405.jp2-)、p.980- (コマ番号0527.jp2-)、p.1049- (コマ番号0561.jp2-)頁。doi:10.11501/9776138。全国書誌番号:88019482。国立国会図書館／図書館送信参加館内公開。
- 「§第1章 地方自治通則　§§昭和四五自治振三二」『基本行政通達』 4巻（地方自治）、高辻正己（編集顧問）、基本行政通達編集委員会（編）、帝国地方行政学会、東京、1974年-[2000年]、加除式、281-頁。全国書誌番号:77050169。2021年5月20日閲覧。別題『基本行政通知処理基準』。